# Alegeri legislative în Regatul Unit, 1820
Alegerile generale în Regatul Unit al Marii Britanii și al Irlandei din 1820 au avut loc la scurt timp după războiul radical din Scoția și Cato. În acest context,partidul Tories ,sub conducerea lui Earl de Liverpool ,au reușit să câștige o majoritate substanțială în fața celor din  partidul Whig.
Al  șaselea Parlament al Marii Britanii a fost dizolvat la 29 februarie 1820.Noul Parlament a fost convocat pentru o adunare în data de 21 aprilie 1820 pentru un  termen de maxim șapte ani începând cu această dată. Termenul maxim ar putea fi și chiar a fost redus de către monarhul care a dizolvat parlamentul înaintea expirării mandatului său.

## Situația politică
Liderul conservator a fost Earl de Liverpool,care a fost ales prim-ministru după asasinarea predecesorului său  în 1812.Liverpool a condus partidul său către două victorii ale alegerilor parlamentare, înainte de cea din 1820.Liderul conservator al Camerei Comunelor a fost Robert Stewart,viconte de Castlereagh.
Partidul Whig a continuat să sufere din cauza conducerii slabe, în special în Camera Comunelor.
La momentul alegerilor generale,Earl Grey a fost figura de frunte printre colegii partidului Whig.Era ca și cum acesta a fost invitat să formeze un guvern-Whigs ar fi  fost la putere,deși în această perioadă monarhul decidea cine ar fi fost Prim-Ministru,și nu partidul de guvernamânt.
Lider al opoziției în Camera Comunelor,George Tierney a avut succes la început,după câștigurile partidului Whig la alegerile generale din 1818. Cu toate acestea,la 18 mai 1819,Tierney a condus o mișcare în Camera Comunelor  pentru o comisie cu privre la stat și națiune.Această mișcare a fost învinsă de 357 la 178.S-a speculat faptul că această mișcare a dus către sfârșitul  conducerii lui Tierney,însă cu toate acestea el a continuat să fie liderul nominal  în momentul alegerilor din 1820.

## Calendarul alegerilor
În această perioadă nu a fost nicio zi a alegerilor. După ce a primit un mandat pentru alegerile care vor avea loc, ordonatorul de credite locale a stabilit calendarul alegerilor pentru circumscripția electorală specială .
Alegerile generale au avut loc între 6 martie și 14 aprilie 1820.

## Rezumatul circumscripției
Prescurtările din tabele de mai jos:
- BC-Burgh circumscripții
- CC-Circumscripții județene
- UC-Circumscripții universitare
- Total C-Circumscripții totale
- BMP-Membrii ai Parlamentului Burgh
- CMP-Membrii ai Parlamentului Județean
- UMP-Membrii ai Parlamentului Universitar

Tabel 1: Circumscripții și membrii Parlamentului după tip și țară:
| Țară          | BC  | CC  | UC | Total C | BMP | CMP | UMP | Total MPs |  |
| Anglia        | 202 | 39  | 2  | 243     | 404 | 78  | 4   | 486       |  |
| Țara Galiilor | 13  | 13  | 0  | 26      | 13  | 14  | 0   | 27        |  |
| Scoția        | 15  | 30  | 0  | 45      | 15  | 30  | 0   | 45        |  |
| Irlanda       | 33  | 32  | 1  | 66      | 35  | 64  | 1   | 100       |  |
| Total         | 263 | 114 | 3  | 380     | 467 | 176 | 5   | 658       |  |